# Cleptornis marchei
Cleptornis marchei е вид птица от семейство Zosteropidae, единствен представител на род Cleptornis. Видът е критично застрашен от изчезване.

## Разпространение
Видът е разпространен в Северни Мариански острови.